# Cyrto-hypnum minusculum
Cyrto-hypnum minusculum là một loài rêu trong họ Thuidiaceae. Loài này được (Mitt.) W.R. Buck & H.A. Crum mô tả khoa học đầu tiên năm 1990.